# جورج تریون هاردینگ
جورج تریون هاردینگ (۱۲ ژوئن ۱۸۴۳ – ۱۹ نوامبر ۱۹۲۸) معروف به تریسون هاردینگ (اغلب اشتباه «تایرون»)، یک پزشک و بازرگان آمریکایی بود که به عنوان پدر وارن جی هاردینگ، بیست و نهمین رئیس‌جمهور ایالات متحده شناخته می‌شود. هاردینگ به افتخار پدربزرگش نامگذاری شد، اما او از «جونیور» یا پسوند «II» در زندگی بزرگسالی اش استفاده نکرد. او اولین پدر ریاست جمهوری بود که پسرش را دوام آورد و دومین پدر ریاست جمهوری (پس از ناتانیل فیلور) که از طریق ریاست جمهوری پسرش زندگی می‌کرد. چارلز لی می در زندگی‌نامه خود از وارن جی هاردینگ، «تریون هاردینگ» را توصیف می‌کند: «یک شخص کوچک، بیکار، بی جابجایی، غیر عملی، تنبل، رویاپرداز، دلخوش، که همیشه چشمش به شانس اصلی بود».

## دوران کودکی و سربازی
هاردینگ در بلومینگ گروو در اوهایو متولد شد. والدین او مری آن (کرافورد) و چارلز الکساندر هاردینگ بودند. والدین او در پنسیلوانیا در خانواده‌های قدیمی آمریکایی متولد شدند و وی به نام پدربزرگ پدری خود، جورج تریتون هاردینگ I نامیده شد. هاردینگ فرزند سوم از ده فرزند بود که او و پنج تا از خواهرانش تا سنین بزرگسالی زنده ماندند. پدرش یک کشاورز با شکوه و مرفه بود و توانست هزینه تحصیل پسرش را فراهم کرده و او را به مدرسه بفرستد. هاردینگ تحصیلات خود را در یک مدرسه خصوصی که توسط عمه اش اداره می‌شد آغاز کرد و سپس در سن ۱۴ سالگی به کالج ایبریا رفت. وی در سال ۱۸۶۰ با مدرک لیسانس فارغ‌التحصیل شد، و سپس تدریس را در یک مدرسه کوچک درست در خارج از کوه گیلاد، اوهایو شروع کرد. هاردینگ پس از یک سال به مدرسه بازگشت و در آکادمی انتاریو ثبت نام کرد.

## ازدواج و خانواده
هاردینگ با فبی دیکرسون در ۷ مه ۱۸۶۴ ازدواج کرد. او فبی رابرای اولین بار در مدرسه عمه اش ملاقات کرده بود و (علیرغم اینکه او فارغ‌التحصیل کالج بود) بعداً او را به آکادمی انتاریو جایی که آنها به‌طور پنهانی نامزد کردند، رفت. آنها سرانجام قبل از عزیمت هاردینگ به مقصد ویرجینیا، ازدواج کردند و در گالیون اوهایو، در خانه وزیر محلی متدیست ازدواج کردند. پدر و مادر همسرش تا زمان بازگشت هاردینگ از جنگ، از ازدواج آنها اطلاعی نداشتند.
فبی در سال ۱۹۱۰ درگذشت و هاردینگ در ۲۳ نوامبر ۱۹۱۱ برای بار دوم با اودورا کلی لوویسی، یک بیوه ۴۳ ساله ازدواج کرد. آنها در سال ۱۹۱۶ طلاق گرفتند و در ۱۲ اوت ۱۹۲۱ هاردینگ برای سومین بار با دبیر دفتر خود آلیس سورنس ازدواج کرد. آنها تا زمان مرگ هاردینگ به زندگی با هم ادامه دادند. همسران دوم و سوم هاردینگ هر دو ۲۶ سال از او کوچکتر بودند و حتی آنها از پسر هاردینگ یعنی وارن جوان تر بودند.
هاردینگ و همسر اولش هشت فرزند با هم داشتند (سه پسر و پنج دختر) که در طی یک دوره ۱۴ ساله متولد شدند. شش تن از این کودکان با نام‌های وارن، چریتی، مری، دیزی، جورج تریتون هاردینگ دوم و کارولین به سن بزرگسالی رسیدند. دو فرزند دیگر به نام‌های چارلز و آلمیرا در جوانی درگذشتند. بزرگترین فرزند هاردینگ، وارن گامالیل هاردینگ، به ترتیب در ابتدا به سمت سناتور ایالتی، فرماندار ستوان اوهایو، سناتور اوهایو و سرانجام رئیس‌جمهور ایالات متحده شد. رئیس‌جمهور هاردینگ رابطه نسبتاً نزدیکی با پدرش داشت، به‌ویژه در دوران جوانی و از پدرش به خاطر ارائه تحصیلات دانشگاهی و آموزش اصول کار روزنامه سپاس‌گزار بود.